# Lobo (DC Comics)

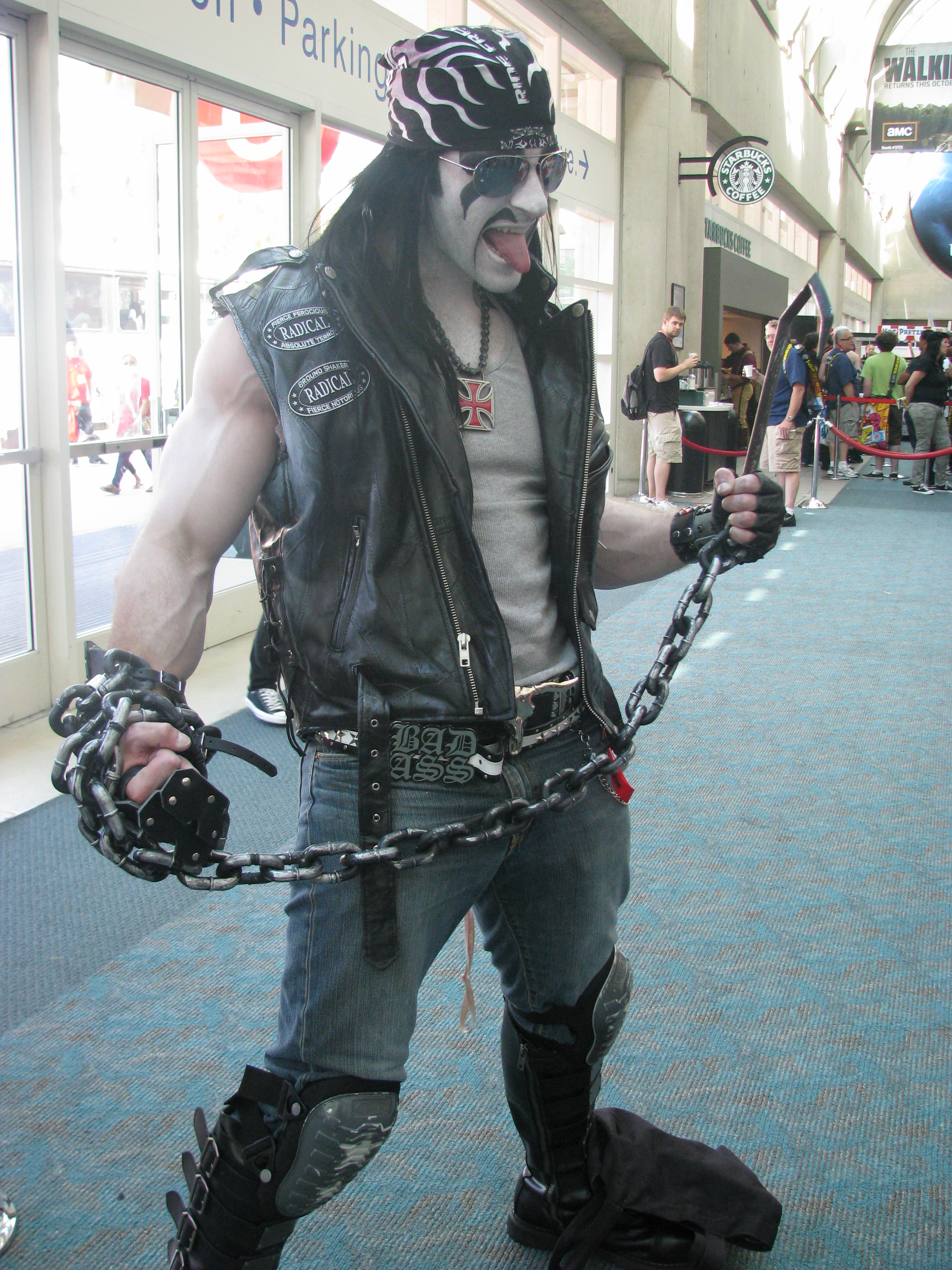
Lobo-Cosplay (2011)

Lobo ist eine US-amerikanische Comicfigur von DC Comics, geschaffen von Keith Giffen und Roger Slifer. Neben diversen Miniserien und Gastauftritten in Serien mit anderen Hauptfiguren trat die Figur auch in einer eigenen Serie des Autors Alan Grant auf.

## Figur des Lobo

### Entstehung und Veröffentlichung
Der außerirdische Kopfgeldjäger Lobo hatte seinen ersten Auftritt 1983 in Heft 3 der Serie Omega Men, geschrieben von Roger Slifer und gezeichnet von Keith Giffen. Optisch unterschied er sich noch stark vom später bekannten Aussehen, so trug er bei seinem ersten Auftritt noch einen violett-orangen Latexanzug. Genau wie ein anderer Kopfgeldjäger namens Bedlam, der im selben Heft auftrat, agierte auch Lobo mit einer für damalige Comics ungewohnten Brutalität, während satirische Überspitzungen im Gegensatz zu späteren Auftritten der Figur noch fehlten.
Überarbeitet wurde Lobo dann fünf Jahre später, 1988, in den Heften 18 und 19 der Serie Justice League International, geschrieben von Lobos Mit-Schöpfer Keith Giffen. Das Aussehen Lobos wurde stark überarbeitet, so trug er nunmehr Lederkleidung mit Nieten und Ketten und ähnelte äußerlich eher einem Rocker. Auch erste satirische Ansätze waren erkennbar.
Wiederum ein Jahr später wurde Lobo dann zu einer der Hauptfiguren in der Serie L.E.G.I.O.N., abermals unter Autor Keith Giffen, wobei Zeichner Barry Kitson Lobos Aussehen erneut leicht überarbeitete.
Es folgten zahlreiche Gastauftritte in den Serien anderer DC-Helden, darunter Superman, Wonder Woman, Green Lantern und der Justice League, wobei Lobos Auftritt fast in jedem Fall nur dem Zweck diente, die jeweilige Hauptfigur der Serie (besonders häufig Superman) zu verprügeln.
1990 erhielt Lobo seine erste eigene vierteilige Miniserie mit dem Titel „Mrs. Tribb“ (von Autor Alan Grant und Zeichner Simon Bisley), die aufgrund ihres hohen Gewaltgehalts laut Aufdruck auf dem Cover explizit nur für erwachsene Leser empfohlen wurde. Es folgten weitere Miniserien wie „Lobo’s Back“ und Specials wie das „Paramilitary Christmas Special“ (in letzterem tötete Lobo den Weihnachtsmann), mit denen der Schritt zur Superheldensatire endgültig vollzogen wurde.
1993 erhielt Lobo eine fortlaufende monatliche Serie, geschrieben von Alan Grant und anfangs gezeichnet von Val Semeiks. Im Gegensatz zu den parallel weiterhin erscheinenden Miniserien und Specials wurde der Gewaltgehalt hier jedoch ein wenig reduziert und zugleich die satirischen Elemente massenkompatibler gestaltet, um die Serie auch an jüngere Leser verkaufen zu können. Die Serie wurde 1999 mit Heft 64 wieder eingestellt, womit sie es inklusive zweier Hefte mit den „Sondernummern“ 0 und 1.000.000 auf insgesamt 66 Ausgaben brachte.
Seither ist Lobo auch Gast in diversen anderen Heldencomics und hatte einen längeren Auftritt in der Serie Young Justice, wo er als „Li’l Lobo“ den jungen Helden des DC-Universums zur Seite stand.
Im September 1997 erschien als Teil eines Crossovers zwischen DC Comics und Marvel Comics unter dem gemeinsamen Label „Amalgam Comics“ ein Einzelheft mit dem Titel „Lobo, the Duck“, eine Kreuzung aus Lobo und der Marvel-Figur Howard the Duck.
Die ersten auf Deutsch erschienenen Abenteuer mit Lobo stellten zwei Bände aus dem Hethke-Verlag dar, welche die US-Miniserie „Mrs. Tribb“ nachdruckten. Die Dino Entertainment respektive der Dino Verlag veröffentlichte ab Oktober 1997 eine fortlaufende monatliche Lobo-Serie, die bis Dezember 2000 erschien und in insgesamt 39 Heften nahezu sämtliche Ausgaben der monatlichen US-Serie nachdruckte. Ebenso erschienen bei Dino diverse Specials und Sonderbände, in denen zahlreiche US-Specials und Miniserien enthalten waren. Das Ende der monatlichen Serie bei Dino (aufgrund des zur Neige gehenden Materials aus den USA) fiel zeitlich mit der Einstellung sämtlicher DC-Superheldenserien des Verlages zusammen, wobei Lobo zuletzt die einzige Serie aus dem „Superhelden“-Bereich war, die wirtschaftlich erfolgreich lief. 2005 erschienen vier weitere Bände beim Panini Verlag.

### Beschreibung der Figur
Lobo wurde auf dem einst friedvollen, paradiesgleichen Planeten Czarnia geboren. Laut eigener Aussage stammt sein Name aus dem Khundischen, einer außerirdischen Sprache, und bedeutet so viel wie „Der, der deine Gedärme verschlingt und es genießt“. Bereits von Geburt an war Lobo ein überaus brutaler Zeitgenosse; im Alter von sechzehn Jahren ersann er schließlich einen Plan, um sämtliche Bewohner seines Planeten mittels giftiger Insekten zu töten, woraufhin er zum Mörder seiner gesamten Art wurde. Sein Ziel, einzigartig zu sein, war damit erreicht.
Seither verdingt er sich als Kopfgeldjäger, wobei ihm seine gewaltige, übermenschliche Körperkraft und seine angeborenen Heilfähigkeiten eine große Hilfe sind. Infolge der Ereignisse der Miniserie „Lobo’s Back“ ist Lobo sowohl im Himmel als auch in der Hölle unerwünscht und somit vollkommen unsterblich. Außerdem besitzt er die Fähigkeit, aus jedem seiner Blutstropfen einen Klon seiner selbst zu erschaffen, der über sämtliche Erinnerungen des Originals verfügt, allerdings wurde ihm diese Fähigkeit später genommen. Des Weiteren ist in seinem Kopf ein Mini-Radio implantiert, welches ununterbrochen Heavy-Metal Musik spielt, da dies das Einzige ist, was ihn zur Ruhe bringt.
Lobos größte Schwäche ist sein selbst auferlegter Ehrenkodex, der ihn zwingt, ein einmal gegebenes Versprechen einzuhalten, sofern er kein Schlupfloch findet. Er verachtet alles Gute und legt sich daher vorzugsweise mit Superhelden (darunter auch Superman) an. Auch der Weihnachtsmann gehört zu seinen Opfern.
Lobo trinkt Bier, raucht Zigarren, flucht, hört mit Vorliebe Heavy Metal und bewegt sich auf einer Art Weltraum-Motorrad fort (mit dem Namen SONYA), das er wie ein Pferd durch einmaliges Pfeifen jederzeit herbeirufen kann.

### Li’l Lobo
Während des DC-Crossovers „Sins of Youth“ (Deutsch: „Sünden der Jugend“) wurden alle jungen Helden des DC-Universums erwachsen und die Erwachsenen jung. Am Ende dieser Geschichte wurden alle auf der Erde wieder in ihren natürlichen Zustand versetzt. Da Lobo sich zu der Zeit nicht auf der Erde befand, blieb er jung und schloss sich dem jungen Heldenteam Young Justice an, wo er als brutalstes und unanständigstes Mitglied oft Anstoß zum Streit war. Während des Crossovers „Our Worlds at War“ (Deutsch: „Der Weltenkrieg“) wurde Li’l Lobo getötet, doch seine Klonfähigkeit, die er mit seiner Verjüngungskur zurückerlangte, produzierte eine unzählbare Anzahl an Klonen. Ein Klon allerdings war fehlerhaft, seine Körperfunktionen versagten nach und nach den Dienst, und er blieb bis zu seiner Verwandlung zur Statue als Slobo der YJ erhalten.

## Nebenfiguren
Jonas Glim
Ein Kopfgeldjäger und bester „Freund“ von Lobo. Charakteristisch sind seine Stoßzähne und seine „Krupps 101 mit limitloser, stufenverstellbarer Feuerkraft“, eine Waffe, die er von seinem Vater bekam, als dieser verhaftet wurde. In einer Geschichte benutzt er sie auch um seinen Vater zu erschießen.
Al
Al ist ein Kneipenwirt, der mit Darlene, seiner Kellnerin, schon an diversen Orten im Universum Restaurants namens „Al’s Diner“ eröffnet hat. Lobo ist sein Stammkunde, obwohl er meistens nur zufällig bei ihm vorbeikommt. Häufig enden Lobos Besuche in Al’s Diner damit, dass das Lokal zerstört oder zumindest stark in Mitleidenschaft gezogen wird.
Darlene Spritzer
Darlene ist Kellnerin und das ständige Objekt der Begierde von Lobo. Obwohl sie attraktiv ist, ist sie auch äußerst prüde und wohl die einzige im Universum, die Lobo auch schon eine geknallt hat, ohne getötet zu werden. Sie schwärmt aber heimlich für den maskulinen Lobo.
Goldstar
Goldstar ist Lobos Erzfeind und ein absoluter Saubermann und Pfadfinder. Goldstar verliert zeitweilig das Gedächtnis, als sein Heimatplanet von Lobo zerstört wird. In der Folge behaupten Lobo und Jonas Glim, er sei ihr Sklave. Sie demütigen und schlagen ihn, bis er eines Tages sein Gedächtnis wiederfindet. Goldstar wird von seinen eigenen Energien zerrissen, als er Lobo und seine Saufkumpanen vor Darkseid beschützen will, den diese als Partygag angegriffen haben.
Vril Dox
Der ehemalige Chef von Lobo während dessen Zeit bei L.E.G.I.O.N. Lobo hasst Vril, hat aber sein Wort gegeben, ihm nicht zu schaden. Dox benutzt Lobo hier und da für Sonderaufgaben.

## Comics
| Jahr      | Titel                     | Verlag        | Bemerkungen                                                   | US-Hefte                                              |
| --------- | ------------------------- | ------------- | ------------------------------------------------------------- | ----------------------------------------------------- |
| 1991–1992 | Lobo # 1-2                | Hethke        | Hardcover                                                     | Lobo (1st) # 1-4                                      |
| 1997      | DC / Marvel # 13          | Dino          | Crossover mit Marvel Comics                                   | Lobo the Duck                                         |
| 1997–01   | Lobo # 1-39               | Dino          | # 1, 6 & 20 als Variantcover / ab # 28 mit Hitman             | Lobo (2nd) # 0-64 (außer 21) / Lobo & Hitman / I quit |
| 1998–00   | Special # 1-5             | Dino          | # 1-5 als Variantcover                                        | diverse Specials, Annuals und One-Shots               |
| 1998–00   | Sonderband # 1-6          | Dino          | # 1 als Variantcover                                          | diverse Miniserien, One-Shots und Crossover           |
| 1998      | DC Crossover #25          | Dino          |                                                               | Lobo & Judge Dredd                                    |
| 1999      | Convention Special        | Dino          | Exklusiv zur Comic Action                                     | Convention Special                                    |
| 2003      | Lobo vs. Superman         | Panini        |                                                               | diverse Superman-Crossover                            |
| 2004      | Entfesselt # 1-3          | Panini        | # 1 als Variantcover                                          | Unbound # 1-6                                         |
| 2004      | The Authority Sp #4: Lobo | mg-publishing | mit zwei Variantcovern                                        | The Authority vs Lobo – Paramilitary X-Mas II         |
| 2005      | Paperback # 1-4           | Panini        | Greatest Hits, Der letzte Czarnianer, Infantizid & Entfesselt | Greatest Hits / diverse Miniserien                    |
| 2006      | Lobo / The Authority      | Panini        | auch als Variantcover                                         | The Authority & Lobo: Spring Break Massacre           |
| 2006      | Lobo # 11½                | Panini        | Exklusiv zur Comic Action                                     | Lobo (2nd) # 21                                       |
| 2008      | Lobo goes Hollywood       | Panini        | Exklusiv zur Comic Action                                     | Lobo goes Hollywood                                   |
| 2010      | Batman/Lobo               | Panini        | Erschienen als Band 66 in der Reihe „DC Premium“              | Batman/Lobo: Deadly serious 1+2                       |

- diverse Gastauftritte in anderen Serien (z. B. DC/Marvel # 1-3 & Young Justice)

## Fernsehauftritte
Lobo hatte Gastspiele in den Zeichentrickserien von Superman (1996) und der Justice League.
- Superman: „Der letzte seiner Art“ (Episoden 109 – 110)
- Superman: „Die Königin der Krieger“ (Episode 336)
- Justice League: „Hereafter“ (Episoden 217 – 218) [bislang nicht in Deutschland ausgestrahlt]

In der 2019 ausgestrahlten zweiten Staffel der Fernsehserie Krypton taucht Lobo als neuer Charakter auf.

## Verfilmung
2002 entstand von Regisseur Scott Leberecht eine Lobo-Realverfilmung für das American Film Institute. Der Kurzfilm von 15 Minuten behandelt den Comic The Lobo Paramilitary Christmas Special und wurde mit einem Budget von 2.400 $ gedreht. Lobo wird dabei von Andrew Bryniarski gespielt und der Weihnachtsmann von Michael Allen. Erstmals wurde der Film im Mai 2002 beim American Film Institute gezeigt. Später folgten auch Darbietungen bei US-amerikanischen Comic-Conventions.

## Artists
Zeichnung:
- Val Semeiks
- Carl Critchlow
- Philip Jimenez
- Vincent Giarrano
- Steve Ellis
- Scot Eaton
- Shaun McManus
- Hector Gomez
- Greg Luzniak
- David Roach
- Barry Kitson
- Ariel Olivetti
- Rafael Garres
- Simon Bisley
- Simon Coleby
- Arnie Jorgensen
- Alex Horley
- Christian Alamy

Tusche:
- John Dell
- Phyllis Novin
- Mark Probst
- Dave Meikis
- Pier Brito